# Luiz Cosme
Luiz Cosme (Porto Alegre, 9 de março de 1908 — Rio de Janeiro, 13 de julho de 1965) foi um importante músico brasileiro.

## Biografia
Filho de José Pereira Cosme, ligado às artes, em sua casa conheceu a primeira geração modernista de intelectuais portalegrenses, como Augusto Meyer, Theodomiro Tostes, Athos Damasceno, Armando Albuquerque e Radamés Gnatalli. Era irmão do artista plástico e violinista Sotero Cosme.

Iniciou seus estudos musicais com oito anos no Conservatório do Instituto de Bellas-Artes, sendo aluno de Assuero Garritano e Oscar Simm. Trabalhou em cinemas como violinista no tempo do cinema mudo. Recebeu uma bolsa para estudar no Conservatório de Ohio, nos Estados Unidos, aperfeiçoando-se no violino. Naquele país tornou-se spalla da Orquestra do Conservatório de Cincinnati. Depois de dois anos, seguiu para Paris, onde permaneceu pouco tempo, mas entrou em contato com a vanguarda musical parisiense. 

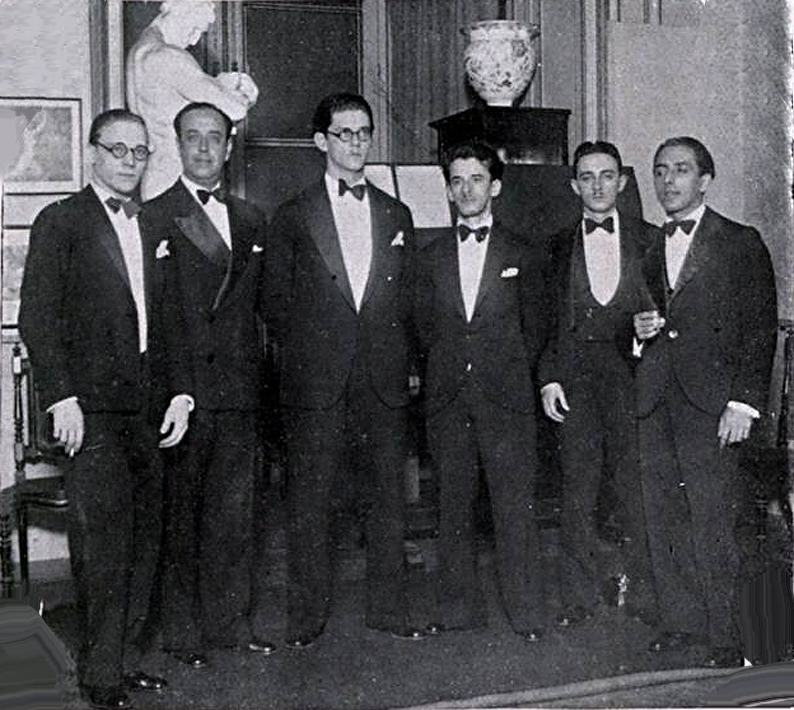
Concerto da Associação dos Artistas Brasileiros, com Oscar Borgerth, Adacto Filho, Radamés Gnattali, Luiz Cosme, Newton Ramalho e Iberê Gomes Grosso, 1932

Voltando a Porto Alegre em 1930, passou a dar aulas no Instituto Musical de Porto Alegre e no Colégio Metodista Americano. Nessa ápoca começou a compor, estreando as primeiras obras em 1931, um grupo de canções e peças de câmara. Conseguindo sucesso no Rio, fixou-se na cidade e ingressou como violinista na Orquestra da Rádio Nacional e na Orquestra do Teatro Municipal. Também trabalhou no Instituto Nacional do Livro, como diretor de música da Enciclopédia Brasileira e como diretor da Biblioteca Experimental Castro Alves, quando escreveu um livro sobre música de câmara inglesa. Foi um dos fundadores da Academia Brasileira de Música, ocupando a cadeira nº 9 e dirigindo a discoteca da associação. Em 1937 casou-se com Zilda Cartier.
Nos anos 1940 Luiz Cosme assumiu a organização de programas radiofônicos na Rádio do Ministério da Educação e Cultura, enquanto suas composições já era divulgadas na Europa e Estados Unidos através de concertos e gravações, mas não compôs nada novo entre 1938 e 1946, fazendo apenas transcrições de obras antigas. Voltando a compor então aderiu ao dodecafonismo, mas nessa época já se manifestara uma doença neurológica progressiva que o levaria a morte. Nos anos 1960 já era um nome notório, mas se dedicava apenas a escrever ensaios e livros de música, abandonando a composição. Mas começava a receber homenagens e prêmios, incluindo o grau de Professor Honoris Causa do Instituto de Artes da UFRGS e o Prêmio Rádio Jornal do Brasil como melhor compositor do ano de 1963. Desde então sua obra tem recebido cada vez maior atenção da crítica especializada pela original síntese de elementos regionalistas e uma linguagem harmônica moderna.

## Algumas obras

### Canções
- Acalanto (1931, poema de Theodomiro Tostes)
- Três Manchas Gaúchas (1931, poemas de Augusto Meyer e Josué de Barros)
- Bombo (1934, poema de Athos Damasceno, duas versões)
- Cantiga (1947, poema de Cecília Meireles)
- Chorinho (1947, poema de Cecília Meireles)
- Modinha (1947, poema de Cecília Meireles)
- Madrugada no campo (1948, poema de Cecília Meireles)

### Piano solo
- Três Manchas (1930-1931)

### Música de Câmara
- Sambalelê (quarteto de cordas, 1931)
- Vamo, Maruca (quinteto com piano, 1931)
- Mãe d'Água canta (violino e piano, 1931)
- Oração a Teiniaguá (violino e piano, 1932)
- Falação de Anhangá-Pitã (violoncelo e piano, 1933)
- Quarteto nº 1 (quarteto de cordas, 1933)
- Pequena Suite (quarteto com piano, 1932)
- Brincando de Pegar (violino e piano, 1935)

### Música orquestral
- Prelúdio (1937)
- Oração a Teiniaguá (1939)
- Falação de Anhangá-Pitã (1939)
- Idéia Fixa nº 1 (1942, partitura perdida)
- Trilha sonora do filme Maria Bonita (1942, partitura perdida)
- Trilha sonora do filme Vento Norte (1949, partitura perdida)

### Peças cênicas
- O Menino Atrasado (para marionetes, texto de Cecília Meireles, 1946)
- A Salamanca do Jarau (lenda-bailado, 1936)
- Novena à Nossa Senhora da Graça (poema-bailado, 1937-1950)
- Lambe-Lambe (bailado, 1948)
- Antígona (texto de Sófocles, 1948)
- A Nau Catarineta (para marionetes, texto de Cecília Meireles, 1949)

### Livros
- Compêndio de Classificação Decimal e Índice Alfabético (1944)
- Manual de Classificação e Catalogação de Discos Musicais (1949)
- Música e Tempo (1952)
- Horizontes da Música (1953)
- Introdução à Música (1954-1959)
- Dicionário Musical (1957)
- Música, sempre Música (1959)
- Música de Câmara (1961)
- Reflexões sobre a Música Brasileira (MS inédito, 1963)
- Mais de setenta artigos e entrevistas em jornais e outras publicações especializadas no Brasil e exterior